# Останній Вартівник
«Останній Вартівник» (англ. The Last Guardian) — фентезійний роман Джеффа Ґрабба 2001 року, дія якого відбувається у всесвіті Warcraft. Вважається третьою книгою з серії «WarCraft», хоча електронна книга «Warcraft: Of Blood and Honor»» опублікована раніше. Історія оповідає про Медіва, Стража Азерота, і про те як він привів орків у Азерот. Книга належить до категорії так званих супутніх товарів, тобто розрахована, переважно, на фанатів.

## Сюжет
Роман починається прибуттям молодого мага Кадґара («Кадґар» мовою дворфів означає «довіра») з Даларана в Каражан, вежу великого мага Медіва («хранитель таємниць» мовою вищих ельфів). Кадґар посланий магами ради Кірін Тор, щоб той став учнем і помічником Медіва. На подив Кадґара, Медів його приймає, хоча до цього він відмовив багатьом іншим молодим магам. Незабаром він починає бачити дивні речі в башті. Він навіть бачить себе в майбутньому десь поза Азеротом, борцем з зеленошкірими істотами (орками).
Доглядач башти розповідає йому, що Каражан — місце, де відбуваються завихрення часу, потрапивши в які можна побачити минуле або майбутнє. Одне із завдань Кадґара — привести в порядок бібліотеку Медіва, в процесі чого молодий маг знаходить скрижаль з «Поемою про Егвінн». Потім він отримує видіння, де Страж Егвінн бореться з демонами Палаючого легіону, після чого вона стикається обличчям до обличчя з самим Сарґерасом. Якимось чином, вона знищує його, на чому і видіння закінчується.
Медів пояснює учневі, що давним-давно раса під назвою Калдореї (нічні ельфи) опинилася на шляху Палаючого легіону. Насилу, вони змогли відбити вторгнення, але це призвело до розриву єдиного континенту на шматки. Ті Калдореї, що вижили, пізніше прибули в людські землі та розповіли магам про демонів, що призвело до створення Ордена Тірісфала, що складається з найсильніших магів Кірін Тора і Світломісяця. Протягом століть Орден таємно боровся зі спробами Легіону проникнути в Азерот. Потім багато хто з них обрали Стража та передали йому велику кількість своєї сили.
Магна (титул Стража) Егвінн була першою жінкою-Стражем. Коли прийшов час обрати наступного, вона не послухалася Орден та народила сина від одного з магів Ордена, давши йому ім'я Медів. В молодості Медів не мав магічних здібностей. Він також був близьким другом майбутнього короля нації Штормград Ллейна і майбутнього лицаря Андуіна Лотара. Коли Егвінн вирішила передати йому свої сили, Медів не зміг це перенести і зомлів, від чого пролежав кілька років. Опритомнівши, він вже був не тим. Все це Кадґар дізнався від самого Медіва і від безлічі видінь минулого в Каражані.
Потім почали з'являтися чутки про зеленошкірих загарбників. Полетівши з Медівом розслідувати ці чутки, на Кадґара нападає група орків, які б його вбили, якби не своєчасне втручання Медіва. Пізніше він виявляє в замку жінку-напіворка на ім'я Гаронна. Медів пояснює йому, що не всі орки бажають кривавого конфлікту з людьми. Гаронна — посол одного з кланів орків, який намагається зупинити війну. Хоча спочатку Кадґар не довіряє Ґаронні, урешті-решт, між ними зароджується якась подоба дружби.
Разом вони починають помічати нові дивацтва Медіва. Видіння відкриває обом, що саме він винен у прибутті орків в Азерот. Також вони бачать, як Егвінн повернулася, щоб зупинити сина, але він виявився занадто сильний для неї. Колишній Страж довідається, що коли вона знищила Сарґераса, вона тільки зруйнувала його тіло. Дух Сарґераса вселився в неї, а потім в її сина. Зрозумівши, що Кадґар і Гаронна знають правду, Медів починає їх переслідувати по вежі. Але вони встигають потрапити на дах і полетіти на грифоні в Штормовій. Там Кадґар розповідає королю Ллейну і Лотару правду про Медіва. Згнітивши серце, Лотар збирає загін лицарів, щоб раз і назавжди покінчити зі своїм старим другом. Разом з Кадґаром і Гаронною лицарі вирушають в Караджан. Прибувши, вони виявляють доглядача і кухаря (єдиних інших мешканців вежі) мертвими. Сам Медів знаходиться глибоко в підземеллі Караджана, куди і спускаються герої. Але Страж залишив для них кілька сюрпризів, що затримало Лотара і його лицарів. Випадково Кадґар і Гаронна вступили в одне з часових завихрень і побачили Штормовій майбутнього. Вони побачили, як стольний град нації знаходиться в облозі орків, і як Гаронна прокрадається до Ллейна та вбиває його. Вражені побаченим, Кадґар і Гаронна не встигають відбити атаку Медіва. Кадґар приголомшений, Медів заклинає Гаронну, щоб вона ніколи не знала, хто її друзі. Потім до кімнати вриваються лицарі і починається запекла битва. Кадґар пронизує груди Медіва мечем Лотара, потім Лотар відрубує йому голову. З обезголовленого тіла виривається дух Сарґераса і зникає.
Поховавши Медіва та забравши його книгу заклинань, Кадґар збирається йти. Але потім він помічає дивну фігуру на балконі вежі. Зрозумівши що ця фігура — Медів з майбутнього, він питає його, чи дійсно трапиться все, що він бачив в завихреннях: вбивство Гаронною Ллейна, загибель Кадґара в світі орків та інші. Медів нічого не відповідає, і Кадґар йде. Виявляється вся ця історія — видіння Медіва в майбутньому. Його остання розмова з Кадґаром — результат обопільного видіння з минулого і майбутнього. Потім Медів забирає всю магічну силу вежі, зі сльозами згадуючи молодого мага, котрий сподівався стати учнем Медіва.